# Miłakowo (stacja kolejowa)
Miłakowo – nieistniejąca już stacja kolejowa w mieście Miłakowo, w gminie Miłakowo, w powiecie ostródzkim w województwie warmińsko-mazurskim, w Polsce. Położony przy linii kolejowej z Ornety do Morąga otwartej w 1898 roku. W 1945 roku linia została zamknięta i rozebrana.